# Močenok
Močenok (in ungherese Mocsonok) è un comune della Slovacchia facente parte del distretto di Šaľa, nella regione di Nitra.